# Centro Cultural Bella Época
El centro cultural Bella Época fue inaugurado el 26 de abril de 2006 y ubicado en la calle Tamaulipas número 202 esq. Benjamin Hill en la colonia Hipódromo-Condesa, de la Ciudad de México.
Comprende varios espacios: la librería Rosario Castellanos del Fondo de Cultura Económica (FCE), el cine Lido y la galería Luis Cardoza y Aragón. El recinto mide aproximadamente 3. 000 metros cuadrados, en los cuales se exponen 35. 000 títulos de libros de todos los géneros.

## Historia
En un inicio el edificio se concibió como una sala cinematográfica, llamado ‘Cine Lido’. Fue diseñado al estilo art déco por el arquitecto estadounidense Charles Lee (1889-1990) y fue pensado para albergar a mil 310 espectadores. En su inauguración se proyectó la película Her Cardboard Lover (1942) protagonizada por Norma Shearer y Robert Taylor.
La decadencia del recinto cinematográfico devino después del primer semestre de 1978 a causa del incremento del precio de admisión. No bastó, tampoco, la remodelación y reinauguración del sitio, bautizado entonces como ‘El Cine Bella Época’, para salvarlo del declive. Para 1980 el precio por boleto alcanzó los 25 pesos y diez años después, valía mil 200 pesos. A su vez, la aparición de complejos cinematográficos llegó a acaparar el mercado llevando a la quiebra al Cine.
El recinto fue abandonado y adquirido por el Gobierno del Distrito Federal en 1999 con el fin de rescatarlo. Sin embargo fue descuidado hasta el 2003, cuando la analista política Rossana Fuentes-Berain propuso al Fondo de Cultura Económica convertir aquel sitio en un complejo cultural. La remodelación quedó a cargo de Teodoro González de León, quien también dirigió la construcción del Museo Tamayo y la remodelación del Auditorio Nacional. Se pretendió dejar intacto el estilo de la fachada pero, a la vez, incorporar en el lugar varios espacios culturales.

## Espacios culturales

### Cine Lido

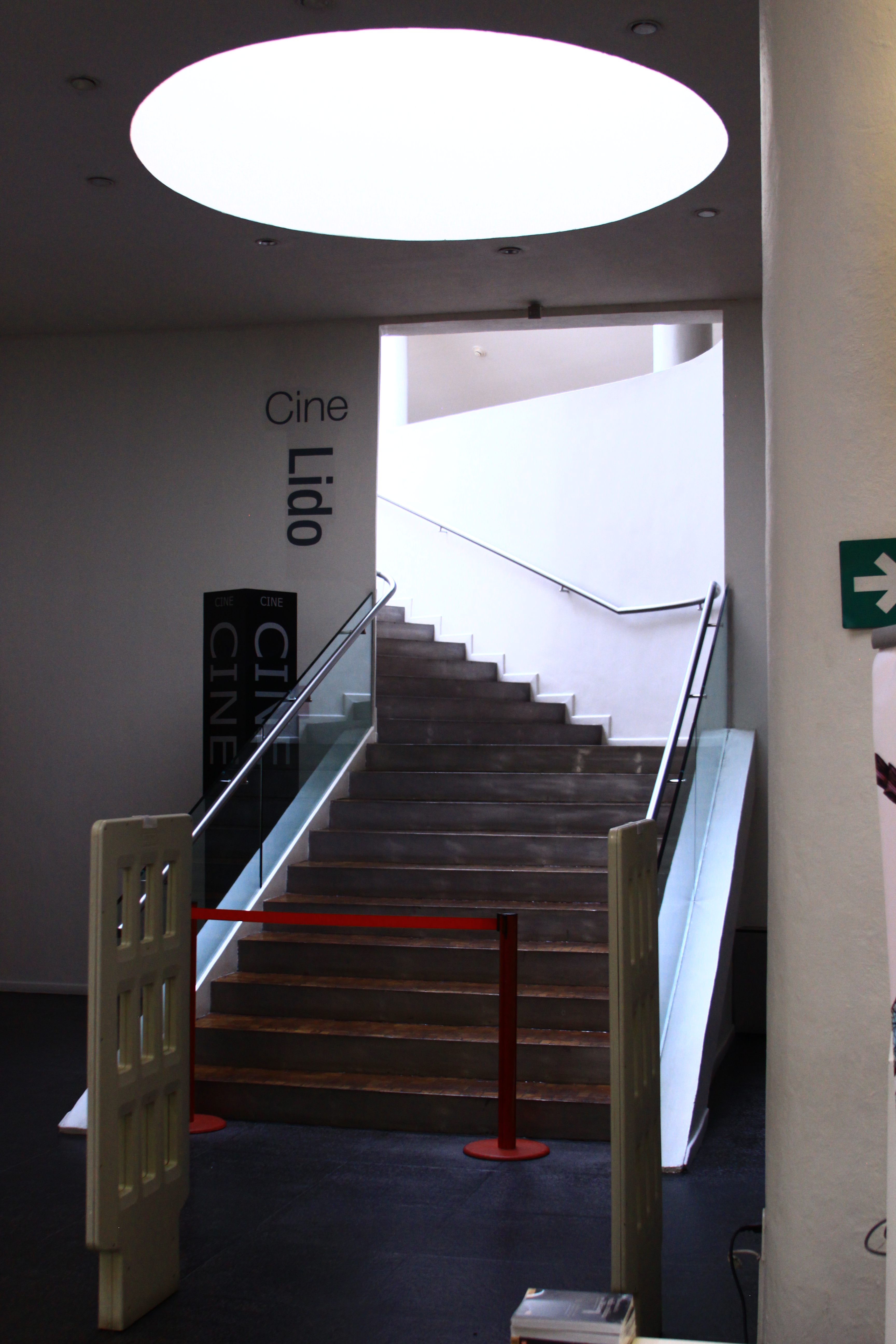
Entrada al Cine Lido

El cine Lido, ahora más pequeño que el original, es operado desde el 25 de noviembre de 2011 por la cineteca Nacional. Es sede de eventos cinematográficos, como el Festival Internacional de Cine Documental de la Ciudad de México. Cuenta con 144 butacas. Aunado a su uso cinematográfico, este recinto también es utilizado para dar conferencias y presentaciones de libros.

### Librería Rosario Castellanos

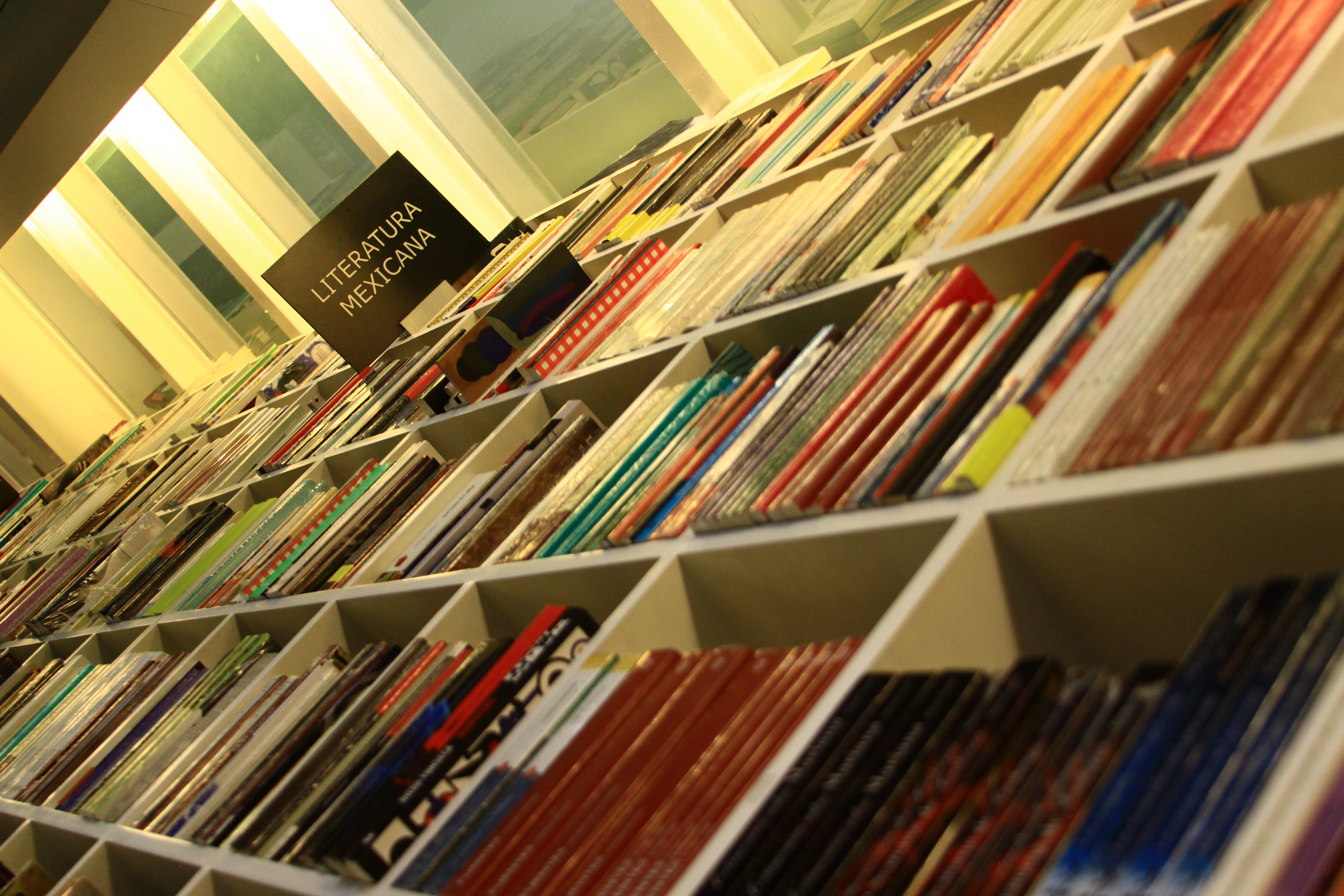
Librero de 'literatura mexicana'

La librería Rosario Castellanos, denominada así en honor a la poetisa mexicana, cuenta con zonas de lectura (cada una con 24 sillones y mesas), cafetería y área infantil. El diseño del plafón del techo del mismo emula formas naturales simulando la escritura árabe; fue diseñado por el holandés Jan Hendrix y está compuesto por 256 piezas de cristal.

### Galería Luis Cardoza y Aragón

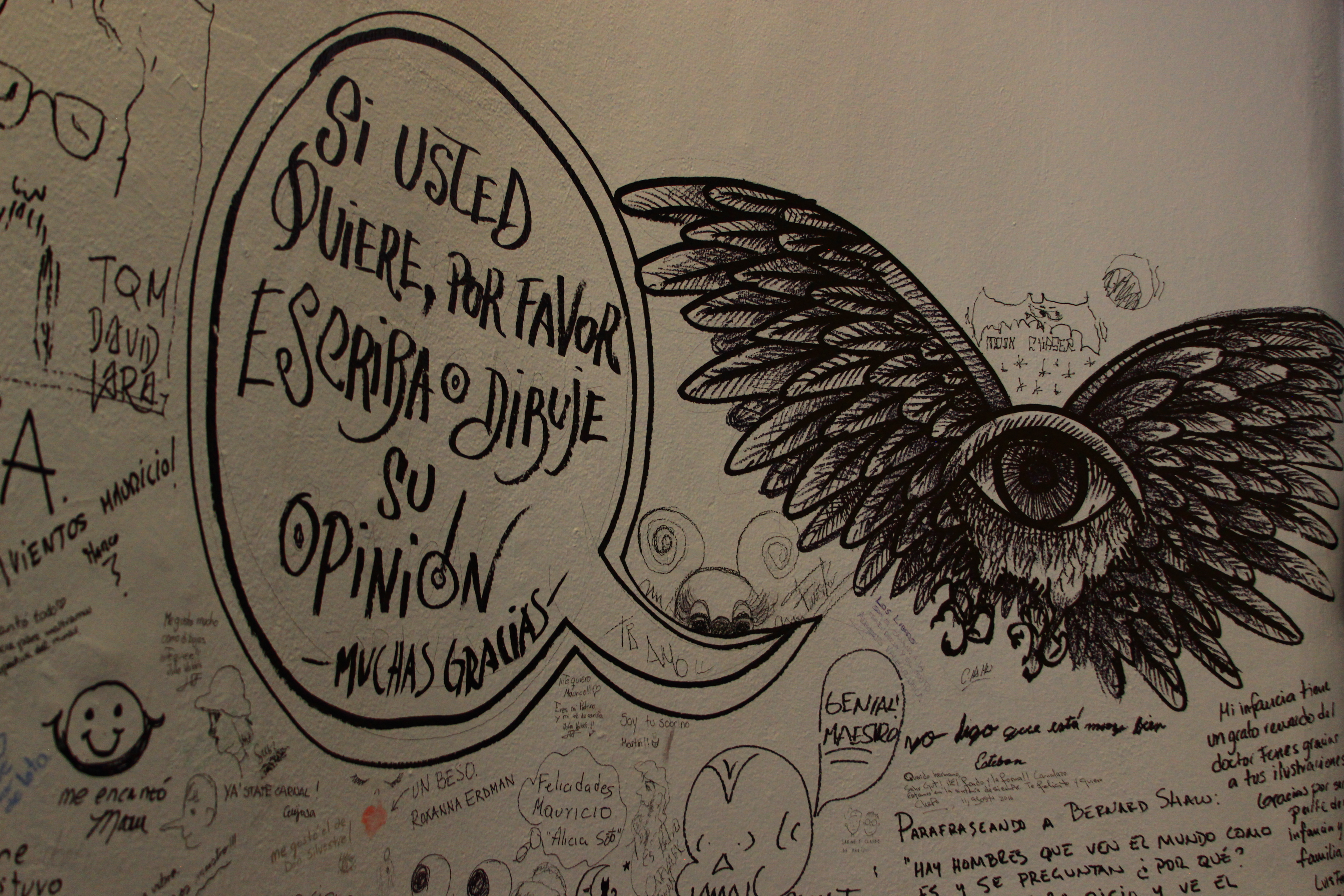
Grafiti sugiriendo en la Galería Luis Cardoza y Aragón

Otro de los componentes del Centro Cultural es la Galería Luis Cardoza y Aragón, nombrada así en honor del artista plástico guatemalteco y por su contribución al arte mexicano del siglo XX. De acuerdo a la Secretaría de Cultura “Es un espacio de encuentro cultural que alberga propuestas emergentes relacionadas con todas las disciplinas artísticas”